# Иван Кирчев (полковник)
Иван Константинов Кирчев е български полковник и автор.

## Биография
Роден е на 26 януари 1899 г. в гр. Пловдив. Служи в 3-и армейски конен полк и 4-ти жандармерийски конен полк (1927), 4-ти и 8-и конен полк (1928 – 1929). По-късно служил в Кавалерийската школа (1935), 1-ви конен полк (1936), 1-ва бърза дивизия (1939), Кавалерийска инспекция (1940) и 14-а пехотна дивизия (1939).
По време на Втората световна война работи в инспекция „Моторни превозни средства“ (1942) и заема длъжностите началник-щаб на 2-ра, 17-а и 22-ра пехотна дивизия (1944).  През 1945 г. ръководи 1-ва пехотна гвардейска дивизия и е помощник началник-щаб на Първа армия. След войната написва книгата „Отечествената война 1944 – 1945. Илюстрована хроника“ (1946). Началник на катедра във Военната академия (1947) и временно началник-щаб на Втора армия (1947).
Женен с две деца.

## Военни звания
- Подпоручик (1922);
- Поручик (1925);
- Капитан (1933);
- Майор (1939);
- Подполковник (1942);
- Полковник (1945).